# The Royal and Ancient Golf Club of St Andrews

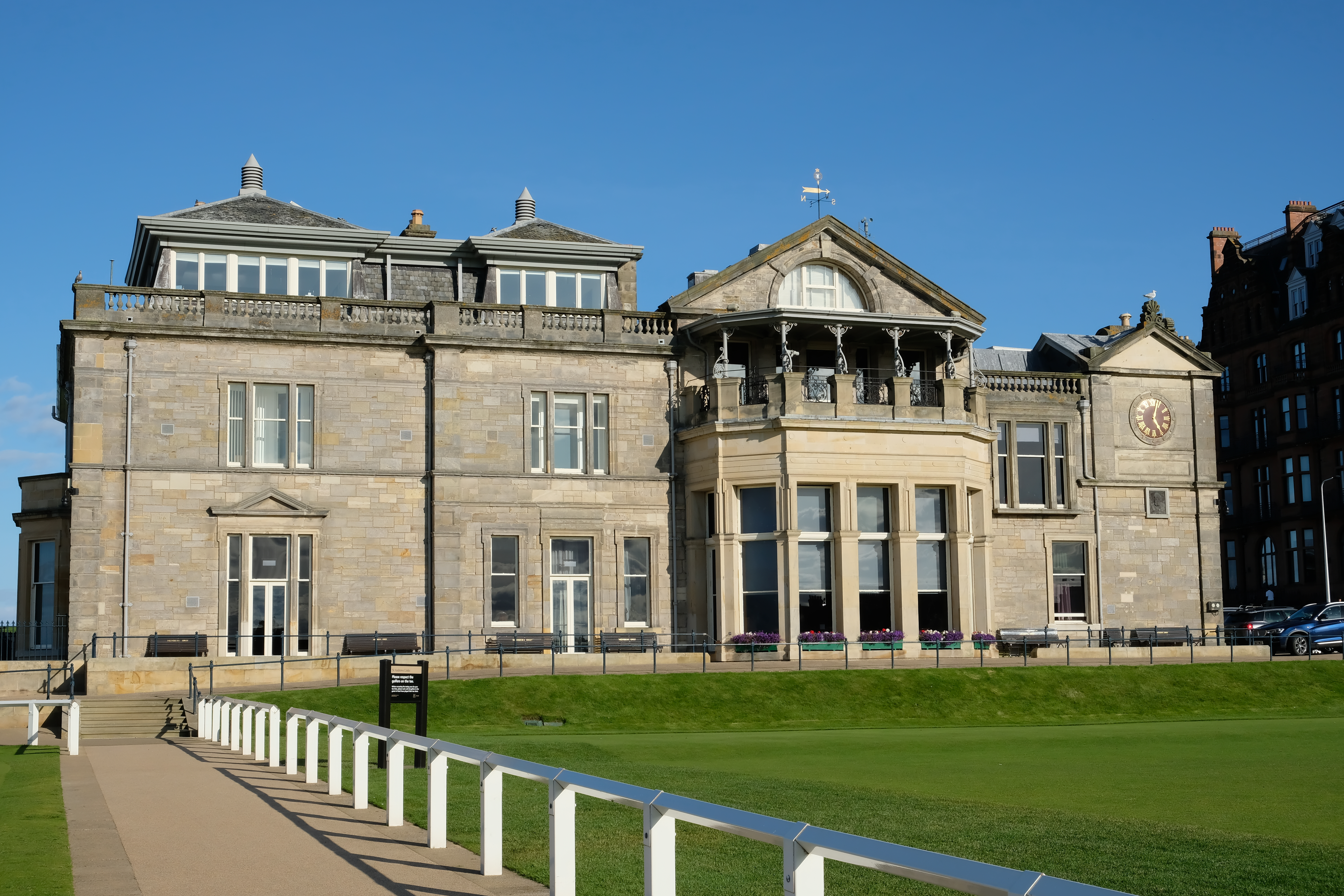
Clubhaus des Royal and Ancient Golf Club of St Andrews am 18. Grün des Old Course

The Royal and Ancient Golf Club of St Andrews in St Andrews (Schottland) ist ein 1754 gegründeter Golfclub sowie die separate Golf-Autorität, die unter dem Namen R&A firmiert.

## Geschichte
Die Stadt St Andrews war aufgrund der St Andrews Cathedral und der 1413 gegründeten Universität lange Zeit ein religiöses und wirtschaftliches Zentrum in Schottland. Davon profitierte auch der Golfsport, so dass St Andrews als „Home of Golf“ galt. Im Zuge der Reformation ging jedoch die religiöse Bedeutung verloren und ein Niedergang von Wirtschaft und Kultur war die Folge. Obwohl auf dem Old Course in St Andrews seit mehr als 200 Jahren Golf gespielt wurde, war St Andrews in der Mitte des 18. Jahrhunderts nicht mehr das bevorzugte Reiseziel der politischen und religiösen Elite.
So trafen sich am 14. Mai 1754 22 Förderer des Sports („22 Noblemen and Gentlemen of the Kingdom of Fife“), um eine Trophäe für ein jährlich auszutragendes Turnier zu stiften, den sogenannten „Silver Club“. In der Gründungserklärung ist zu lesen, dass man St Andrews als „Alma Mater“ des Golfsports betrachtete und zum Wohlstand der Stadt beizutragen hoffte. Tatsächlich gelang ein erneuter Aufschwung, aber vermutlich nicht nur aufgrund des Turniers, sondern auch weil die Gentlemen Golfers of Leith (später The Honourable Company of Edinburgh Golfers) in dieser Zeit von Kapazitätsproblemen auf ihrem Golfplatz geplagt waren und deshalb mehrmals den Standort wechseln mussten.
Die gestiegene Reputation von St Andrews zeigte sich 1834, als König Wilhelm IV. dem Club den heute noch geführten Namen The Royal and Ancient Golf Club of St Andrews verlieh, der sich im Sprachgebrauch bald zu R&A verkürzte. Das imposante Clubhaus wurde 1854 gebaut und seit 1873 wurde auch die prestigeträchtige Open Championship regelmäßig in St Andrews ausgetragen, so dass man gegen Ende des 19. Jahrhunderts die frühere Führungsrolle wieder beanspruchen konnte.
Allerdings gründete sich 1894 die USGA und übernahm die regulatorische Verantwortung für das Golfspiel in den USA und Mexiko. In allen anderen Ländern wurde ab 1897 nach den Regeln des R&A gespielt. Jedoch verständigten sich die beiden Organisationen 1951 auf ein gemeinsames Vorgehen, so dass bis auf wenige Ausnahmen von einem weltweit einheitlichen Regelwerk gesprochen werden kann. Die Ausnahmen beziehen sich auf bestimmte Details im Bereich der erlaubten bzw. verbotenen Ausrüstung.
Der 1854 errichtete Vereinssitz ist als Denkmal der höchsten Kategorie A klassifiziert.

## Royal and Ancient und R&A
Die historisch entstandene Doppelfunktion – lokaler Golfclub einerseits, international führende Autorität des Sports andererseits – wurde am 1. Januar 2004 aufgelöst und es entstanden zwei voneinander unabhängige Organisationen.
Die R&A als eigene Einheit und als Ableger des bestehenden exklusiven Clubs stellt weiterhin, neben der USGA, die führende weltweite Golfsportautorität dar. Sie agiert als Dachorganisation für 156 Organisationen in über 143 Ländern und repräsentiert damit über 30 Millionen Golfspieler.
Die offiziellen Administrationsfunktionen und die Verantwortung für die Austragung der großen Turniere wurden an eine Gruppe von eigens zu diesem Zweck gegründeten Firmen übertragen, die kollektiv als The R&A oder R&A Rules Limited auftritt. Diese Gruppierung ist somit neben der USGA einer der beiden Herausgeber der offiziellen Golfregeln und „Decisions“ (Regelauslegungen). Sie finanziert sich in erster Linie über die Austragung der Open Championship. Es werden aber auch andere Turniere veranstaltet, insbesondere im Amateurbereich, so etwa die Junior Open und der Walker Cup.
Der eigentliche Golfclub heißt weiterhin Royal and Ancient Golf Club of St Andrews und finanziert sich über die Mitgliedsgebühren. Er konzentriert sich in erster Linie auf die Betreuung der 2500 weltweiten Mitglieder, die insbesondere das Privileg eines Spielrechts auf dem Old Course genießen.